# Bosnisch-herzegowinischer Fußball-Cup 2004/05
Der bosnisch-herzegowinische Fußballpokal 2004/05 (in der Landessprache Kup Bosne i Hercegovine) wurde zum elften Mal ausgespielt. Sieger wurde der FK Sarajevo, der sich in den Finalspielen gegen den NK Široki Brijeg durchsetzte.
In der 1. Runde fand nur ein Spiel statt, ab dem Achtelfinale gab es in jeder Runde je ein Hin- und Rückspiel. War ein Elfmeterschießen nötig, geschah dies ohne vorherige Verlängerung.

## Teilnehmende Vereine aus den Landesverbänden
| Föderation Bosnien und Herzegowina (21) | Republika Srpska (11) |
| --- | --- |
| - FK Budućnost Banovići - HNK Branitelj Mostar - NK Čelik Zenica - FK Famos Hrasnica - HNK Orašje - NK Kolina Ustikolina - HNK Ljubuški - NK Posušje - NK Podgrmeč Sanski Most - FK Rudar Kakanj - NK SAŠK Napredak - NK Široki Brijeg - FK Sarajevo - FK Sloboda Tuzla - NK Travnik - NK Troglav Livno - FK Velež Mostar - NK Vitez FIS - HNK Zrinjski Mostar - FK Željezničar Sarajevo - NK Limorad Žepče | - FK Borac Banja Luka - FK Drina Zvornik - FK Mladost Gacko - FK Modriča Maksima - FK Leotar Trebinje - FK Ljubić Prnjavor - FK Sloga Doboj - FK Radnik Bijeljina - FK Rudar Prijedor - FK Rudar Ugljevik - FK Slavija Sarajevo |

## 1. Runde
Die Spiele fanden am 22. September 2004 statt.
|                         | Ergebnis        |                         |
| ----------------------- | --------------- | ----------------------- |
| FK Famos Hrasnica       | 1:3             | FK Sarajevo             |
| FK Leotar Trebinje      | 1:1 (6:5 i. E.) | NK Limorad Žepče        |
| FK Željezničar Sarajevo | 3:0             | FK Budućnost Banovići   |
| HNK Zrinjski Mostar     | 3:0             | FK Sloboda Tuzla        |
| NK Čelik Zenica         | 1:0             | FK Rudar Ugljevik       |
| NK Široki Brijeg        | 1:0             | FK Rudar Prijedor       |
| NK Travnik              | 0:1             | NK SAŠK Napredak        |
| FK Borac Banja Luka     | 5:1             | FK Drina Zvornik        |
| FK Mladost Gacko        | 0:0 (2:3 i. E.) | NK Posušje              |
| FK Slavija Sarajevo     | 4:1             | HNK Ljubuški            |
| HNK Branitelj Mostar    | 0:0 (6:5 i. E.) | FK Modriča Maksima      |
| NK Troglav Livno        | 0:1             | HNK Orašje              |
| FK Rudar Kakanj         | 1:3             | FK Ljubić Prnjavor      |
| FK Sloga Doboj          | 1:0             | NK Vitez FIS            |
| NK Kolina Ustikolina    | 1:4             | FK Velež Mostar         |
| FK Radnik Bijeljina     | 1:0             | NK Podgrmeč Sanski Most |

## Achtelfinale
Die Hinspiele fanden am 13. Oktober 2004 statt, die Rückspiele am 20. Oktober 2004.
|                         | Gesamt          |                      | Hinspiel | Rückspiel |
| ----------------------- | --------------- | -------------------- | -------- | --------- |
| FK Borac Banja Luka     | 3:5             | FK Sarajevo          | 2:1      | 1:4       |
| FK Leotar Trebinje      | 3:7             | HNK Orašje           | 3:0      | 0:7       |
| NK Čelik Zenica         | 3:3 (6:7 i. E.) | HNK Zrinjski Mostar  | 3:0      | 0:3       |
| NK Široki Brijeg        | 7:3             | FK Ljubić Prnjavor   | 4:2      | 3:1       |
| FK Željezničar Sarajevo | 5:2             | FK Velež Mostar      | 3:0      | 2:2       |
| FK Sloga Doboj          | 1:3             | FK Slavija Sarajevo  | 1:2      | 0:1       |
| NK SAŠK Napredak        | (a)3:3(a)       | NK Posušje           | 2:0      | 1:3       |
| FK Radnik Bijeljina     | 7:2             | HNK Branitelj Mostar | 2:0      | 5:2       |

## Viertelfinale
Die Hinspiele fanden am 27. Oktober 2004 statt, die Rückspiele zwischen dem 10. November 2004.
|                     | Gesamt |                         | Hinspiel | Rückspiel |
| ------------------- | ------ | ----------------------- | -------- | --------- |
| FK Sarajevo         | 2:1    | HNK Orašje              | 1:1      | 1:0       |
| NK Široki Brijeg    | 3:0    | FK Željezničar Sarajevo | 2:0      | 1:0       |
| FK Slavija Sarajevo | 3:1    | FK Radnik Bijeljina     | 1:0      | 2:1       |
| NK SAŠK Napredak    | 1:4    | HNK Zrinjski Mostar     | 1:1      | 0:3       |

## Halbfinale
Die Hinspiele fanden am 6. April 2005 statt, die Rückspiele am 13. April 2005.
|                     | Gesamt    |                     | Hinspiel | Rückspiel |
| ------------------- | --------- | ------------------- | -------- | --------- |
| FK Slavija Sarajevo | 1:5       | FK Sarajevo         | 0:2      | 1:3       |
| NK Široki Brijeg    | (a)2:2(a) | HNK Zrinjski Mostar | 1:0      | 1:2       |

## Finale

### Hinspiel
| Paarung          | NK Široki Brijeg – FK Sarajevo |
| Ergebnis         | 0:1 (0:1) |
| Datum            | 11. Mai 2005 |
| Stadion          | Pecara-Stadion, Široki Brijeg |
| Zuschauer        | 2.000 |
| Schiedsrichter   | Semir Kaplan |
| Tore             | 0:1 Emir Obuća (10.) |
| NK Široki Brijeg | Igor Melher – Dalibor Šilić, Ivan Medvid, Saša Đuričić – Renato Alves Gomides (21. Denis Ćorić), William Etchu Tabi – Pero Ivić (46. Hrvoje Erceg), Dalibor Šilić, Nikola Juričić, Domagoj Abramović (76. Miroslav Dujmović) – Ivan Lajtman Cheftrainer: Ivica Barbarić |
| FK Sarajevo      | Muhamed Alaim – Elvis Imširović, Damir Hadžic, Ajdin Maksumić – Muhidin Zukić, Džemal Berberović – Faruk Ihtijrević, Edin Pehlić (90. Amar Ferhatović), Albin Pelak, Alen Avdić (89. Samir Šarić) – Emir Obuća Cheftrainer: Husref Musemić                              |
| Gelbe Karten     | Igor Medvid, Nikola Juričić, William Etchu Tabi – Damir Hadžic, Faruk Ihtijrević, Albin Pelak |

### Rückspiel
| Paarung          | FK Sarajevo – NK Široki Brijeg |
| Ergebnis         | 1:1 (1:0) |
| Datum            | 17. Mai 2005 |
| Stadion          | Stadion Koševo, Sarajevo |
| Zuschauer        | 14.000 |
| Schiedsrichter   | Zlavko Zović |
| Tore             | 1:0 Emir Obuća (42.) 1:1 Nikola Juričić (66.) |
| FK Sarajevo      | Muhamed Alaim – Elvis Imširović, Damir Hadžic, Muhidin Zukić – Džemal Berberović, Muhamed Džakmić (68. Adnan Osmanhodžíć) – Ajdin Maksumić, Edin Pehlić, Albin Pelak, Alen Avdić – Emir Obuća (90. Samir Šarić) Cheftrainer: Husref Musemić |
| NK Široki Brijeg | Igor Melher – Dalibor Kožul (46. Pero Ivić), Saša Đuričić, Igor Medvid – Danijel Bajkuša, Stipe Režić – Dalibor Šilić, Nikola Juričić, Ivan Lajtman, Domagoj Abramović (61. Miroslav Dujmović) – Hrvoje Erceg Cheftrainer: Ivica Barbarić   |
| Gelbe Karten     | Džemal Berberović, Albin Pelak, – Dalibor Kožul, Stipe Režić, Igor Medvid, Miroslav Dujmović |
| Platzverweise    | Alen Avdić – keine |
|                  | Damir Hadžic (90.), Adnan Osmanhodžíć (90.) – Pero Ivić (90.), Miroslav Dujmović (90.) |